# Voyager–2
A Voyager–2 az amerikai Voyager-program második űrszondája. Egyike annak az ember által készített öt tárgynak, ami képes elhagyni a Naprendszert. Sebessége a Naphoz képest 15,4 km/s (55 347 km/h), távolsága 2025 júliusában 140 csillagászati egység (20,9 milliárd kilométer) volt. Ez volt az első űrszonda, amely meglátogatta az Uránuszt és a Neptunuszt. Az űrszonda eredeti neve Mariner Jupiter/Saturn B volt, de a felbocsátás előtt fél évvel átkeresztelték Voyager–2-re.

## Küldetés
A Voyager–2 1977. augusztus 20-án indult, 16 nappal a Voyager–1 előtt. Küldetése során megközelítette mind a négy óriásbolygót. Az Uránusz és a Neptunusz vizsgálatát a kiterjesztett küldetés keretében végezte. A Voyager–2 volt a NASA egyik legsikeresebb bolygókutató szondája. Több ezer felvételt készített, és több, addig ismeretlen holdat ill. gyűrűt fedezett fel a megközelített bolygók körül. A Neptunusz esetében hat új holdat fedezett fel.
Az óriásbolygók megközelítése:
| Bolygó     | Megközelítés dátuma | Megközelítés (km-ben) | Fényképek |
| ---------- | ------------------- | --------------------- | --------- |
| Jupiter    | 1979. július 9.     | 570 000               | 18 000    |
| Szaturnusz | 1981. augusztus 25. | 101 000               | 16 000    |
| Uránusz    | 1986. január 24.    | 107 000               | 8 000     |
| Neptunusz  | 1989. augusztus 25. | 5 000                 | 10 000    |

A Voyager–2 második kiterjesztett küldetése a Voyager Interstellar Mission (VIM), melynek keretében a Plútón túli környezetet vizsgálja és hamarosan eléri a hélioszféra szélét. Sebessége 3,13 csillagászati egység/év (azaz kb. 54 000 km/h), távolsága a Földtől (2004-ben) 11 milliárd km, 2009-ben 13 milliárd km. 2011 áprilisában a Naptól számítva 95 csillagászati egységnyi távolságra volt, ez 14 milliárd km-nek felel meg.
2011. november 4-én parancsokat küldtek a Voyager–2 szondának, hogy energiaspórolás miatt váltson át tartalék manőverező rakétákra. A visszajelzést november 7-én kapták meg, mely megerősítette, hogy a szonda vette a parancsokat. A módosítás lehetővé teszi a mérnököknek, hogy kikapcsolják azon fűtőszálat, ami az elsődleges manőverező rakéta üzemanyag vezetékét melegen tartja, így mintegy 12 wattnyi energiát spórolhatnak meg. Az energiahatékony módosítással a Voyager–2-nek még legalább egy évtizedre elegendő energiája maradhat. A Voyager–1 2004-ben váltott ugyanezen tartalék rakétapárosra.

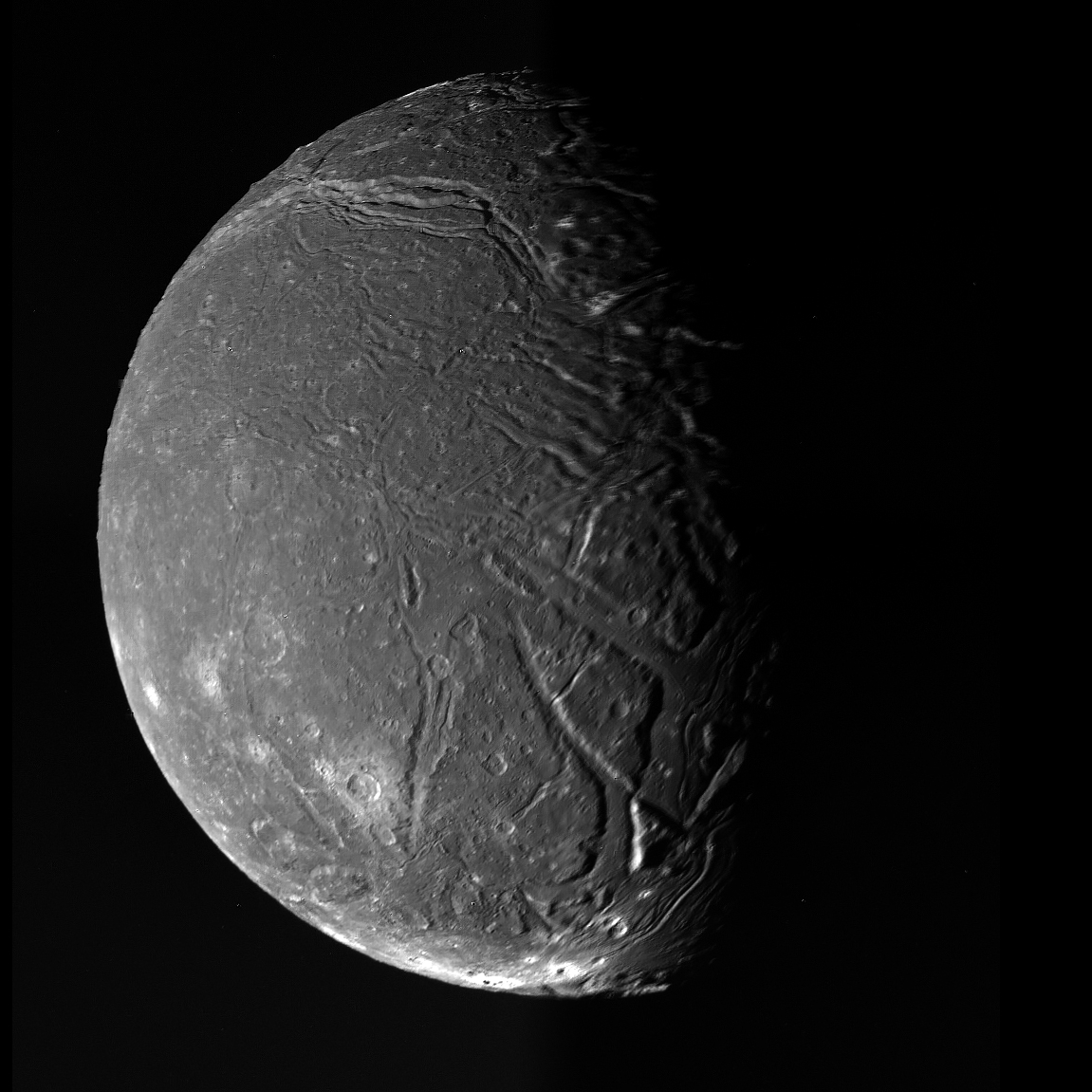
Az Uránusz Ariel holdjáról készített 1986-os felvételsorozata biztosítja napjainkig (2017) a legjobb felbontású, valós színű képet

Gyengülő radioizotópos termoelektromos generátora miatt 2020-ig tud tudományos méréseket végezni, majd körülbelül 2030-ig lesz még elég energiája arra, hogy rádiójeleket küldjön a Földre. Az eredeti dátum 2025 volt, de egyes eszközök kikapcsolásával az évben ezt meghosszabbították.
Körülbelül 40 000 év múlva 1,76 fényévre közelíti meg a Ross 248 nevű csillagot.
2023-ban a biztonsági rendszernek biztosított energia egy részét a tudományos műszerek üzemelésére állították át. Enélkül az egyik műszert 2024-ben le kellett volna kapcsolni. A beavatkozásnak köszönhetően mind az öt kutató berendezés várhatóan 2026-ig üzemelhet. Ugyanakkor a szonda a feszültségingadozásoktól a továbbiakban nem lesz védett. A Voyager–2 ekkor 20 milliárd kilométerre volt a földtől.
2023. július 21-én egy hibás földi parancs következtében a szonda az antennáját 2°-kal elfordította, így a kommunikáció megszakadt vele. Augusztus 2-án a NASA-nak sikerült a Voyager gyenge rádiójelét befognia, de ezekből információt kinyerni nem lehetett, csak a működését igazolta. A NASA bejelentette, hogy a szonda október 15-én automatikusan a föld felé irányítja az antennáját és legkésőbb ekkor helyre kell állnia a kapcsolatnak. Ezt az alkalmat nem kellett kivárni. Az űrügynökség a Canberrai Mélyűr-kommunikációs Komplexumból küldött, a szokásosnál jóval erősebb jel segítségével augusztus 4-re helyreállította a kapcsolatot.
2036-ig lesz a Deep Space Network hatókörén belül, amit követően minden kommunikáció meg fog szűnni a szondával.

## Üzenet az űrbe

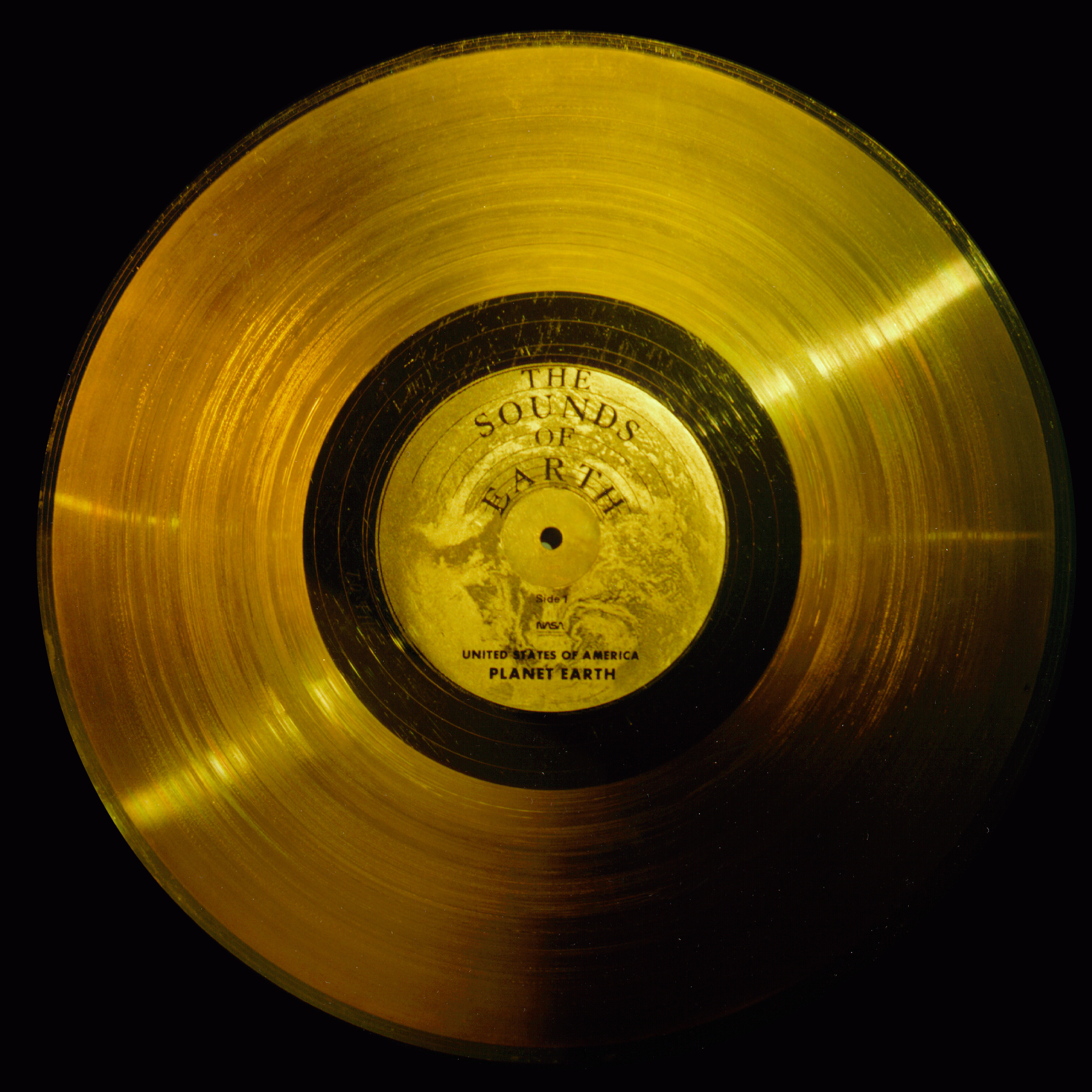
"A Föld hangjai" lemez,
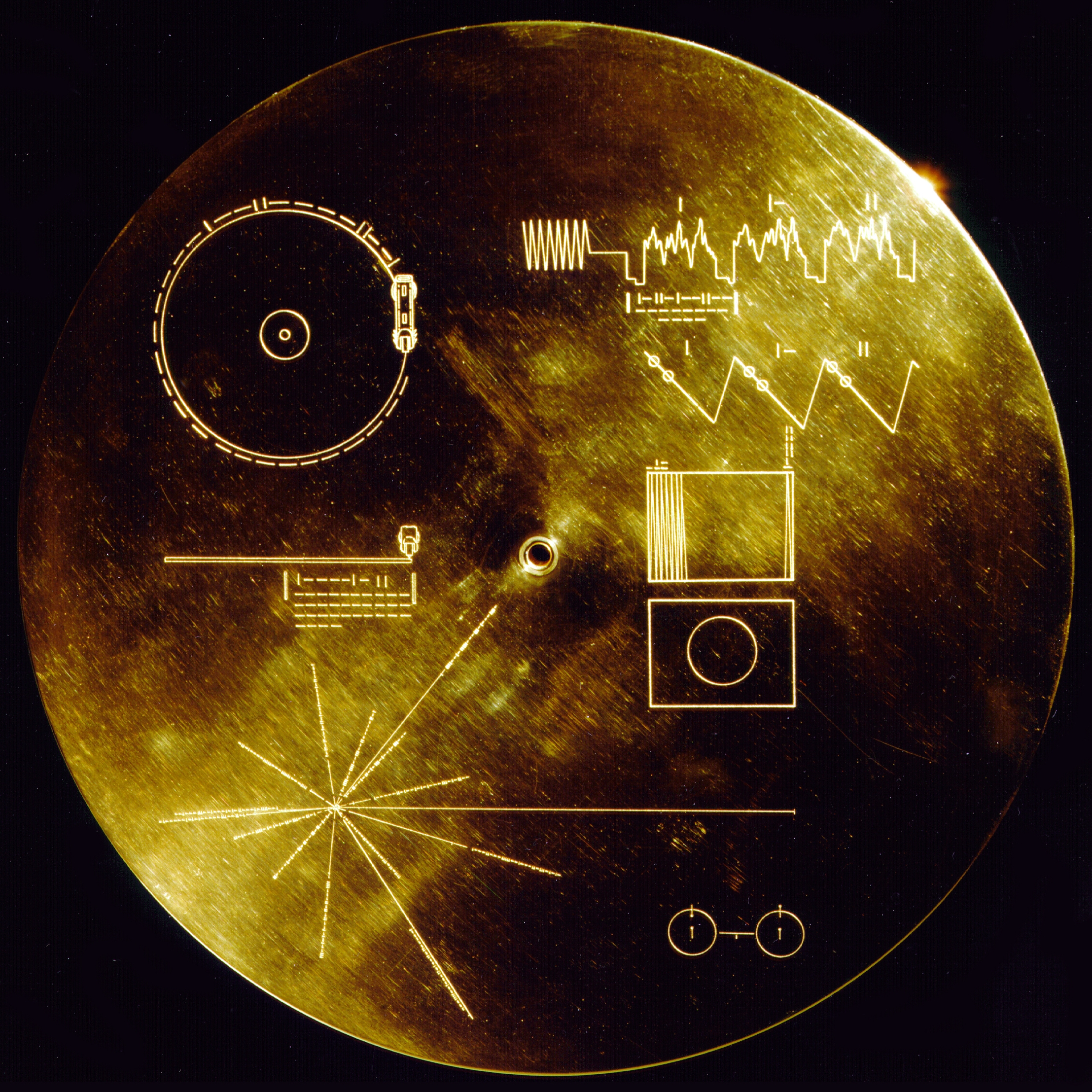
és a borítója

A szondák rakterében az emberiséget és kozmikus környezetét bemutató szemléltető eszközöket helyeztek el. Egy kb. 30 cm-es, arannyal futtatott réz hanglemezen a Föld 35-féle természetes és az ember által keltett mesterséges hangjait helyezték el (többek között gyermeksírás, kutyaugatás, nevetés), továbbá üdvözletet 55 nyelven, köztük magyarul is. Mozart Varázsfuvolájától a zairei pigmeusok és az ausztráliai bennszülöttek énekén át Chuck Berry Johnny B. Goode-jáig 27 zeneműből szerepel részlet.
A lemezt alumínium tok védi, amin szerepel információ a lemez lejátszásához, és ami feltünteti a műhold indítási helyét. A lemez 2 cm-es területébe mintegy 0,26 nanocurie (kb. 10 Bq) aktivitású ultratiszta urán-238-at helyeztek el, aminek bomlásából megállapítható a szonda felbocsátási ideje.
A lemezen 115 darab analóg kódolású fénykép van.
A Voyagerek előtt hasonló, de kevesebb adatot tartalmazó üdvözlő-lemezt vittek magukkal a Pioneer 10 és 11, a LAGEOS, és az Apollo leszálló moduljai.